# 黒い猫でも白い猫でも鼠を捕るのが良い猫だ
「黒い猫でも白い猫でも鼠を捕るのが良い猫だ」（くろいねこでもしろいねこでもねずみをとるのがよいねこだ、中国語: 不管黑猫白猫，能捉到老鼠就是好猫）とは、中国共産党の指導者鄧小平に帰せられる有名な言葉であり、その考え方を猫論、白猫黒猫論、黒猫白猫論ともいう。鄧小平が最初に猫論について述べたのは1960年代のことであり、改革開放期に注目を集め、鄧小平による南巡講話の後に広く知られるようになった。

## 意味合い
計画経済であれ市場経済であれ資源配分の手段の一つに過ぎず、政治制度とは関係がない。資本主義にも計画はあり、社会主義にも市場はある。生産力の発展に役立つのであれば、実践の中で使用すればよい。この言葉はおおむねこのような意味である。
知られている限りにおいて猫論の初見は清代の小説集『聊斎志異』（蒲松齢著）で、「秀才駆怪」という話の蒲松齢による評に「黄狸黒狸、得鼠者雄」（黄色い猫でも黒い猫でも鼠を捕るのが優れている）とある。

## 成り行き

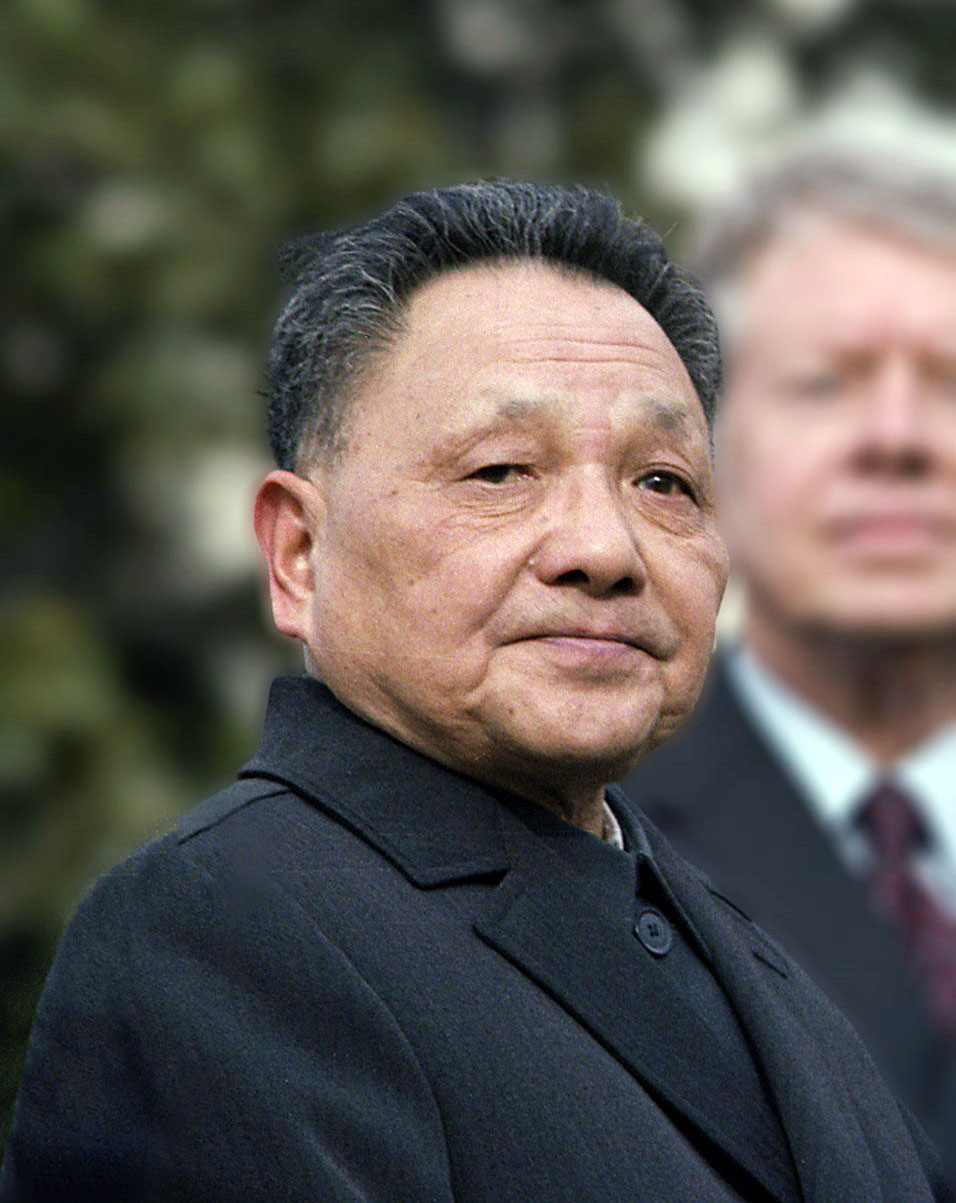
鄧小平

### 鄧小平による提唱
1958年から始まった大躍進運動と人民公社化運動によって中国経済は巨大な損失を蒙り、いわゆる3年間の困難期には大飢饉により1500万から5500万人に及ぶ死者が生じた。1961年初め、中国共産党第8期中央委員会第9次全体会議（八届九中全会）は「調整、鞏固、充実、提高」（調整し、強化し、充実させ、向上させる）の八字方針を掲げた。1962年初め、七千人大会が開かれ、当時の国家主席劉少奇は大飢饉の原因を「三分天災、七分人禍」と総括し、中国共産党中央主席の毛沢東は自己批判を行った。
こういった背景のもとに、劉少奇、鄧子恢らは三自一包による国有資産への投資の縮小と自由市場の開放を提起し、鄧小平はそれに猫論を付け加えた。これらの理論が実際に意味したのは、経済の発展と生産力の解放のためにはどのような形式も許容され得るということであった。1962年7月2日（6月15日とも）、鄧小平は三自一包のうちの「包産到戸」について支持を表明し、その際に四川（安徽とも）のことわざとして「不管黄猫黒猫、捉到老鼠就是好猫」（黄色い猫でも黒い猫でも鼠を捕るのが良い猫だ）という言葉を引用して初めて猫論について述べた。7月7日に発表した「どのように農業生産を回復するか」（中国語: 怎样恢复农业生产）という文章の中で、鄧小平は「包産到戸」の評価について次のように語っている。
刘伯承同志经常讲一句四川话：‘黄猫、黑猫，只要能捉住老鼠就是好猫。’这是说的打仗。我们之所以能够打败蒋介石，就是不讲老规矩，不按老路子打，一切看情况，打赢算数。现在要恢复农业生产，也要看情况，就是在生产关系上不能完全采取一种固定不变的形式，看用哪种形式能够调动群众积极性就采用哪种形式。
劉伯承同志がよく使う四川の言葉がある。「黄色い猫でも黒い猫でも鼠を捕るのが良い猫だ」というのだ。これは戦争についての話で、我々が蒋介石に勝つことができたのは、古いきまり、やり方に従わずその時の状況に応じて行動したからなのだ。いま、農業生産を回復するには、生産関係についてひとつの固定された不変の形式を採用するというようなことはできず、どのような形式が人々の積極性を高めることができるかについて見なければならない。
その後、話が伝わっていく中で「黄猫」は「白猫」に変化していった。
しかし当時にあってそれは、毛沢東が階級闘争を原則としていたことと矛盾を来していた。1962年8月から9月にかけての北戴河会議及び第8期中央委員会第10次全体会議では、会議の出席者は主に食糧生産の向上などの問題に重きを置いたが、毛沢東は階級闘争の情勢について集中的に述べ、階級闘争について「毎年語り、毎月語り、毎日語ろう」（中国語: 年年讲，月月讲，日日讲）と呼びかけた上に、鄧子恢らの「包産到戸」は資本主義をやろうとしていると批判を加えている。

### 文化大革命
文化大革命の間に、猫論は鄧小平と結び付けられ、四人組はそれを鄧小平の「十大罪状」のひとつに数え上げた。四人組の一人である江青らによると、猫論が意味するのは「社会主義でも資本主義でも生産力を発展させられるのが良い主義だ」ということであり、すなわちそれは「唯生産力論」に他ならず、ブルジョワイデオロギーなのである。
雑誌『紅旗』の1976年第4号に掲載された靳志柏の署名入りの記事「社会主義と資本主義の区別を抹殺するな：白猫黒猫論に反論する」には、「党内で依然として悔い改めないあの走資派の主張通りにすればどうなるか。資本主義の白猫黒猫が一斉に解き放たれて投機や自由経営をやり、しまいに社会主義集団経済は瓦解させられ、社会主義事業は中断し、プロレタリア独裁国家はブルジョワ独裁国家へと変貌するだろう」と書かれている。

### 改革開放
撥乱反正、改革開放の後、特に鄧小平による南巡講話の後に、猫論は広く知られるようになった。鄧小平理論が指導的な思想の地位を占めるにつれて、中国共産党の見解上、猫論は「思想を解き放ち、事実の中に真実を求める」「実践は真理を検証する唯一の基準だ」そして「三つの有利」などの理論を内包していると見なされるようになった。

## 記念物

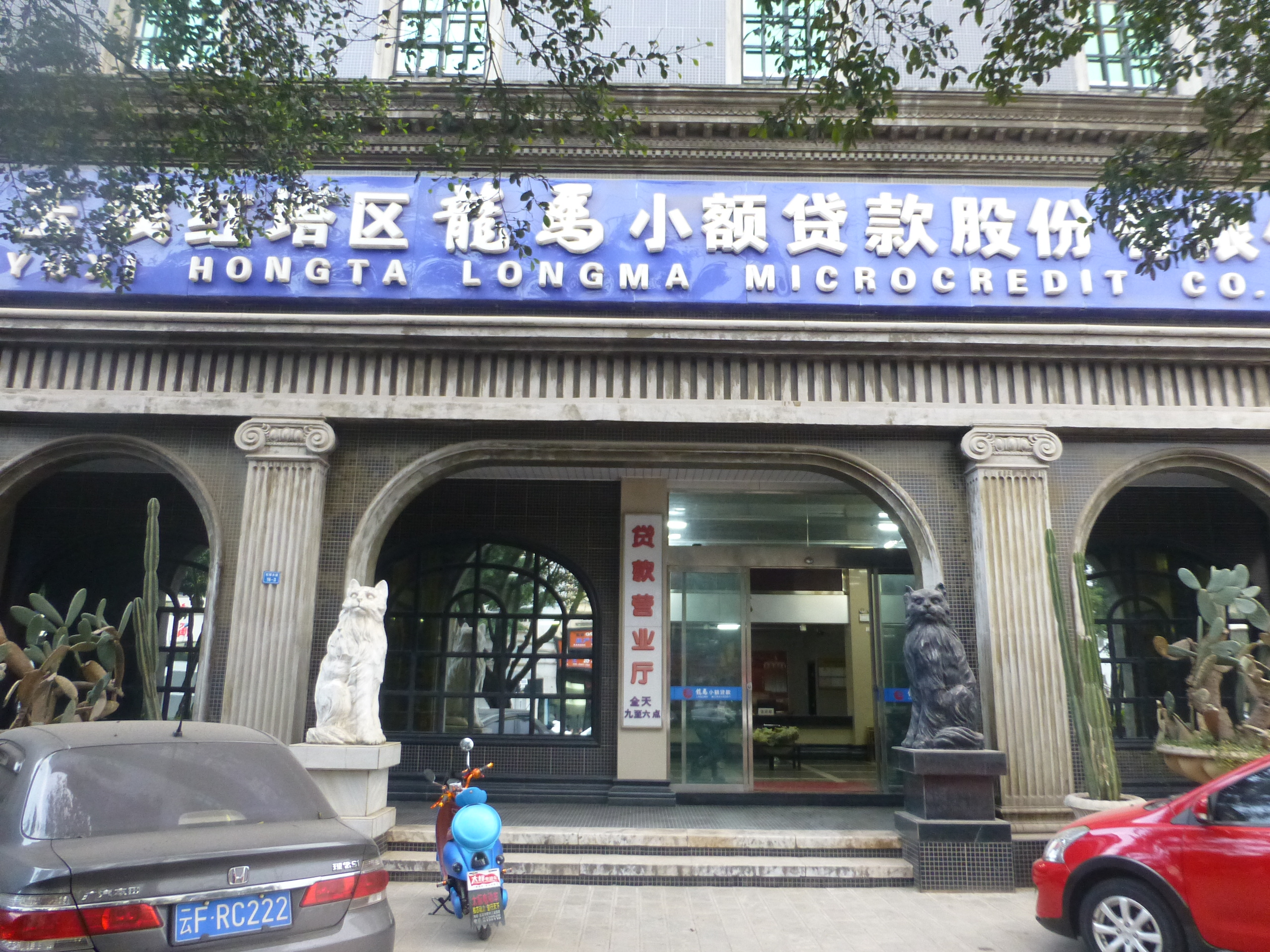
雲南省玉渓市のある建物の正面玄関。両側にいる石獅子が白猫と黒猫になっている。

南昌の八一大橋の南側には白猫黒猫の像があり、鄧小平による「黒い猫でも白い猫でも鼠を捕るのが良い猫だ」という改革開放思想を記念している。